# Optionspreistheorie
Die Optionspreistheorie beschäftigt sich mit den finanzmathematischen Methoden und Modellen zur Bewertung von Optionen.
In der Optionspreistheorie gibt es prinzipiell zwei Herangehensweisen zur Bestimmung des fairen Optionspreises. Zum Einen lässt sich im Rahmen der Arbitragepreistheorie der arbitragefreie Preis einer erreichbaren Option anhand eines Modells berechnen. Zum Anderen werden in der modellfreien Finanzmathematik allein mithilfe von Abschätzungen und ohne Annahmen über mögliche zukünftige Aktienkurse und deren Wahrscheinlichkeiten Arbitrageschranken für den Optionspreis bestimmt. Dieser modellunabhängige Ansatz wird auch nichtparametrische Optionsbewertung genannt.

## Modellabhängige Bewertung
Bei der modellabhängigen Bewertung wird zunächst ein Modellrahmen festgelegt, wodurch die Preisentwicklung der Wertpapiere definiert wird. Bekannte Modelle sind das Cox-Ross-Rubinstein-Modell im zeitdiskreten Falle und das Black-Scholes-Modell im zeitstetigen Falle. Dank des Modellrahmens lässt sich üblicherweise ein numerisches Lösungsverfahren zur Preisberechnung in der Praxis heranziehen. Ein Nachteil der modellabhängigen Bewertung ist das in einem jedem Modell inhärente eigene Modellrisiko.

## Modellunabhängige Bewertung
Bei der modellunabhängigen Bewertung sollen Schranken für den Preis von Kauf- oder Verkaufsoptionen mittels einer entsprechenden Abitragefreiheitsbedingung bestimmt werden. Zur Ermittlung der Schranken werden einige Annahmen getroffen:
- Die Optionen sind nicht dividendengeschützt.
- Es handelt sich um einen vollkommenen Kapitalmarkt, insbesondere fallen keine Gebühren an.
- Es gibt keinen Steuereffekt, der sich aus unterschiedlicher Besteuerung von Unternehmensebene und Anlegerebene ergibt.
- Leerverkäufe sind möglich, Sollzins ist gleich Habenzins.
- Es besteht kein Ausfallrisiko.

Es wird aber explizit keine Voraussetzung an die Verteilung der Preisentwicklung der verfügbaren Finanzinstrumente (Aktien, Nullkuponanleihen, Kaufoptionen, Verkaufsoptionen) getroffen.

### Europäische Optionen

#### Obere und untere Schranken
Der unsichere Wert einer europäischen Kaufoption im Ausübungszeitpunkt kann nicht größer sein als der Wert der Aktie, denn die Kaufoption beinhaltet das Recht, die Aktie zu einem vorher festgelegten Preis zu kaufen. Diese Relation im Ausübungszeitpunkt muss auch im Anfangszeitpunkt gelten. Also ist der aktuelle Aktienkurs größer als der Kaufoptionspreis.
Eine europäische Kaufoption ist mindestens so viel wert wie der Aktienkurs (vor der Dividendenzahlung) abzüglich des abgezinsten Ausübungspreises und der abgezinsten Dividende, sodass {\displaystyle C_{0}\geq S_{0}-E\ }gilt. Die Kaufoption kann nie einen negativen Wert annehmen; es ist ein Recht ohne Pflichten (limited liability).
Eine europäische Verkaufsoption ist nicht mehr wert als der abgezinste Ausübungspreis, eine amerikanische Verkaufsoption nicht mehr als der Ausübungspreis.
Eine europäische Verkaufsoption ist mindestens so groß wie der abgezinste Ausübungspreis abzüglich des Aktienkurses und zuzüglich der abgezinsten Dividende. Der Wert einer Verkaufsoption ist mindestens Null.

#### Abschätzungen in Abhängigkeit vom Ausübungspreis

##### Monotonie im Ausübungspreis
Eine (europäische) Kaufoption für eine Aktie mit niedrigerem Ausübungspreis ist teurer als eine sonst komplett identische Option mit höherem Ausübungspreis, also {\displaystyle C_{0}(E_{1})\geq C_{0}(E_{2})} mit {\displaystyle E_{1}<E_{2}}. Sie gibt das Recht, eine Aktie zum vorher festgelegten Ausübungspreis zu kaufen. Dieses Recht ist umso mehr wert, je „billiger“ der Optionsinhaber die Aktie erwerben kann (höherer innerer Wert, d. h. die Differenz zwischen aktuellem Aktienkurs und Ausübungspreis). Dies gilt auch für Verkaufsoptionen für eine Aktie, wobei ein höherer Ausübungspreis einen höheren Wert impliziert.

##### Optionswertdifferenz
Zusätzlich lässt sich eine Aussage über Wertschranken für Optionen anhand der Differenz der Ausübungspreise (höherer minus niedrigerer) machen. Diese ist im Falle von Kaufoptionen größer als die Differenz der Kaufoption mit dem niedrigeren Ausübungspreis und der Kaufoption mit dem höheren Ausübungspreis, d. h. {\displaystyle E_{2}-E_{1}\geq C_{0}(E_{1})-C_{0}(E_{2})\ }. Im Falle von Verkaufsoptionen ist die Differenz der Ausübungspreise kleiner als die Differenz der Verkaufsoption mit höherem Ausübungspreis und der Verkaufsoption mit niedrigerem Ausübungspreis.

##### Konvexität im Ausübungspreis
Eine Kombination aus zwei Kaufoptionen (bzw. Verkaufsoptionen) mit unterschiedlichen Ausübungspreisen ist teurer als eine Option mit dem gemittelten Ausübungspreis aus den zwei gewichteten Optionen, also {\displaystyle C_{0}(E_{1})+C_{0}(E_{3})\geq C_{0}(E_{2})} mit {\displaystyle E_{2}=E_{1}+E_{3}}. Eine Optionsstrategie, die sich in diesem Zusammenhang bilden lässt, ist der Butterfly Spread.

#### Abschätzungen in Abhängigkeit von der Optionsfrist
Bei europäischen Optionen muss danach differenziert werden, ob und wann eine Dividende gezahlt wird. Hier sind Volatilitätseffekte und Zinseffekte zu beachten.
Eine europäische Kaufoption mit längerer Laufzeit ist mehr wert als eine Kaufoption mit kürzerer Laufzeit, wenn der Dividendentermin außerhalb des Intervalls zwischen beiden Ausübungszeitpunkten ist, d. h.{\displaystyle C(T_{1})\leq C(T_{2})} mit {\displaystyle T_{2}>T_{1}}. Liegt der Dividendenzeitpunkt jedoch zwischen den beiden Ausübungszeitpunkten, so ist keine definitive Aussage möglich. Die Höhe der Dividende bestimmt den dominierenden Effekt.
Im Falle von Verkaufsoptionen ist es sogar möglich, dass eine Verkaufsoption mit längerer Laufzeit weniger wert ist als jene mit kurzer Laufzeit. Dies ist abhängig vom aktuellen Preis der Aktie. Ist der Aktienpreis größer als der Ausübungspreis so ist eine längere Laufzeit lohnenswerter. Ist hingegen der aktuelle Aktienkurs sehr viel kleiner als der Ausübungspreis, ist die Verkaufsoption also tief im Geld, so ist die Relation aufgrund stärkerer Abzinsung möglich. Im Extremfall ist der Aktienkurs Null. Wird die Verkaufsoption zu einem früheren Zeitpunkt ausgeübt, so muss er nicht so stark abgezinst werden. Der Erlös ist nicht steigerbar. Also gilt in diesem Fall, dass die Verkaufsoption mit längerer Laufzeit weniger wert ist. Es handelt sich hier aber lediglich um eine Abschätzung aufgrund heute bekannter Daten. Das Gegenteil heißt nicht automatisch, dass eine Ausübung optimal wäre.

#### Beziehungen zwischen Kauf- und Verkaufsoptionen
Es werden europäische Kaufoptionen (englisch Call) und Verkaufsoptionen (englisch Put) mit demselben Basiswert, Ausübungspreis und Laufzeit betrachtet. Setzt man Kauf- und Verkaufsoptionen ein, um eine Aktienposition abzusichern (durch Call short, Put long, Aktie long), kann man im Falle von europäischen Optionen die Put-Call-Parität herleiten. Diese beruht auf dem Gesetz des einheitlichen Preises. Diese Beziehung wurde von Hans Stoll 1969 erstmals beschrieben. Eine europäische Verkaufsoption entspricht im Wert dem eines Portfolios aus europäischer Kaufoption abzüglich des aktuellen Aktienkurses zuzüglich des abgezinsten Ausübungspreises.

### Amerikanische Optionen

#### Obere und untere Schranken
Eine amerikanische Kaufoption ist mindestens so viel wert wie eine europäische Kaufoption und der Differenz zwischen dem aktuellen Aktienkurs und dem Ausübungspreis, denn sie könnte heute schon ausgeübt werden. Werden zusätzlich Dividenden gezahlt, so stellt sich die Frage der Ausübung vor oder nach dem Dividendentermin. Voraussetzung ist, dass der Aktienkurs am Cum-Tag den Basispreis übersteigt. Der Ausübungswert ist der Aktienkurs vor Dividendenzahlung abzüglich des Basiswertes, was identisch ist mit dem Aktienkurs nach Dividendenzahlung zuzüglich der Dividende abzüglich des Basispreises ist.
Wird nicht ausgeübt, entspricht der Wert der amerikanischen Kaufoption weiterhin dem der europäischen Kaufoption. Der Grund ist, dass Letztere nach Dividendenzahlung erst am Ende ausgeübt wird. Die untere Schranke für den europäischen Kaufoption nach Dividendenzahlung ist der aktuelle Aktienkurs ex Dividende abzüglich des über die Restlaufzeit abgezinsten Basispreises.
Eine amerikanische Verkaufsoption ist mindestens so viel wert wie eine europäische Verkaufsoption und der Differenz zwischen dem Ausübungspreis und dem aktuellen Aktienkurs. Der Wert einer amerikanischen Verkaufsoption muss auch über ihrem inneren Wert liegen. Die sogenannte smooth pasting condition ist eine Bedingung, die garantiert, dass die ersten Ableitungen der beiden gleichgesetzten Funktionen am optimalen Ausübungszeitpunkt die gleiche Steigung haben.

#### Abschätzungen in Abhängigkeit von der Optionsfrist
Eine amerikanische Kaufoption mit längerer Laufzeit ist mindestens soviel wert, wie eine entsprechende Kaufoption mit kürzerer Laufzeit. Das Recht eine Aktie jederzeit zu einem vorgelegten Ausübungspreis zu kaufen, ist umso mehr wert, je länger dieses Recht ausgeübt werden kann. Umgekehrt gilt dies für Verkaufsoptionen.

### Arbitragestrategien

#### Geld-Brief-Spanne in der Praxis
In der Handelspraxis wird üblicherweise die sogenannte Geld-Brief-Spanne beobachtet. Der Geldkurs ist (strikt) kleiner als der Briefkurs. Diese Beobachtung widerspricht der Annahme an einen vollkommenen Kapitalmarkt. Arbitragemöglichkeiten ergeben sich hierdurch z. B. wenn {\textstyle C_{\mathrm {Brief} }<S_{\mathrm {Geld} }-E} oder wenn {\textstyle C_{\mathrm {Brief} }(E_{1})<C_{\mathrm {Geld} }(E_{2})} im Markt erfüllt wird.

#### Kein Sprung in den Optionswerten
Zum Ex-Tag erfahren europäische Optionen keinen Wertsprung. Der Wert einer europäischen Kaufoption der Aktie vor Dividendenausschüttung ist gleich dem Wert nach der Dividendenausschüttung. Der Dividendenabschlag ist keine unerwartete Überraschung und ist deshalb im Preis der Kaufoption vor dem Ausschüttungstermin bereits einberechnet. Das lässt sich per Widerspruchsbeweis zeigen.
Angenommen, der Preis der Kaufoption sei vor Ausschüttung größer ist als der Preis der Kaufoption nach Ausschüttung. Dann ergibt sich eine Arbitragestrategie. So lässt sich durch Eingehen einer Shortposition in der europäischen Kaufoption vor der Ausschüttung und Glattstellung der Position nach der Ausschüttung ein Gewinn strikt größer null realisieren. Damit würde aber die Annahme eines arbitragefreien Modells widersprochen.
Somit lässt sich bei europäischen Optionen kein Dividendeneffekt beobachten. Bei der Aktie hingegen gibt es einen Dividendenabschlag.